# De grot (boek)
De grot is een roman van Tim Krabbé uit 1997. Het verhaal draait om een man genaamd Egon Wagter, die als drugskoerier werkt in opdracht van een oude jeugdvriend (wat hem uiteindelijk fataal wordt), en om zijn jeugdvriendin Marjoke.
Het verhaal wordt in achronologische volgorde verteld. Het begint op het moment dat de hoofdpersoon Egon op het punt staat vermoord te worden, al wordt dit laatste pas verderop in het verhaal duidelijk. Daarna zijn er flashbacks naar de jeugdjaren van de personages, waarna er weer wordt teruggeschakeld naar het heden, steeds vanuit het perspectief van andere personages in het boek.

## Verhaal
Hoofdstuk 1. Het is 1995. De 43-jarige Egon Wagter was eerder aardrijkskundeleraar, maar moet nu als smokkelaar zijn kostje bij elkaar zien te scharrelen. Hij is in het (fictieve) Aziatische land Ratanakiri, om daar in de hoofdstad Ratanak een koffer met drugs af te leveren. Egon doet dit in opdracht van Axel van de Graaf, die hij al sinds zijn jeugd kent en die nu Egons opdrachtgever is. De vrouw met wie Egon heeft afgesproken – ook iemand met de Nederlandse nationaliteit en een paar jaar jonger dan Egon – is heel verrast en valt even flauw, nadat ze elkaar hebben gezien. Nadat Egon de koffer in haar auto heeft gelegd, vallen ze geëmotioneerd in elkaars armen. Uit hun conversatie blijkt dat ze elkaar al veel langer ergens van kennen.
Hoofdstuk 2. Het is bijna dertig jaar eerder dan in het vorige hoofdstuk. De 14-jarige Egon, die later geoloog wil worden, gaat bij La Roche in de Ardennen op zomerkamp samen met Axel van de Graaf, een leeftijdgenoot die hij op het station van Amsterdam heeft ontmoet, waarna ze bevriend raakten. Axel is een uiterst brutale jongen die voortdurend meisjes naar zich toe trekt, om ze even later weer te dumpen. Tijdens het kamp hebben de twee jongens kortstondige affaires met een paar verschillende meisjes. Een van hen is Marjoke Heffels, voor wie Egon duidelijk iets voelt. Een paar jaar later studeert Egon geologie en hij ontmoet dan ook Axel opnieuw. Omdat Axel nauwelijks iets zinnigs lijkt uit te voeren, besluit Egon om maar met hem te breken. Een paar jaar later komt hij Axel toch weer opnieuw tegen en het wordt steeds duidelijker dat Axel er erg goed in is om anderen voor zijn karretje te spannen om zelf snel rijk te worden. Aan het eind van zijn studie ontmoet Egon in Ecuador Adrienne. Hij trouwt met haar, maar hun huwelijk raakt in het slop als het met zijn carrière minder goed gaat. Bovendien blijkt dat Adrienne ook een van de scharrels van Axel is. Uiteindelijk scheidt Egon van Adrienne, zijn wetenschappelijke carrière zit nu bovendien helemaal in het slop. Hij besluit ten einde raad om toch maar in te gaan op de oproepen van Axel om snel veel geld te verdienen.
Hoofdstuk 3. Hier is het weer 1995. Michiel Polak, een Nederlandse journalist, gaat in een wijk van Ratanak op zoek naar familie van Oum Phen, een man die ter dood is veroordeeld voor de moord op twee westerlingen die bij het vliegveld in een auto en in elkaars armen liggend vermoord zijn aangetroffen. Polak denkt dat Oum Phen niet de echte dader is, maar er kan niets worden gedaan om deze man te redden; het regime van het land onder leiding van generaal Sophal is dictatoriaal en de Nederlandse ambassade is ook te corrupt om iets te doen.
Hoofdstuk 4. Het is nog steeds 1995 en in Waterhead (Massachusetts) is sinds een paar maanden Marcie Nussbaum vermist, nadat ze onverwachts op een vliegtuig met onbekende bestemming was gestapt. Ze had de laatste tijd geldproblemen en een paar dagen voor haar verdwijning kwam tijdens een etentje ter sprake dat zij haar winkeltje misschien moest sluiten wegens gebrek aan klanten. Ze zei daarop dat ze zelf wel aan geld zou weten te komen. Marcies man en kinderen denken dat ze misschien terug is gegaan naar Nederland waar ze oorspronkelijk vandaan komt; haar eigenlijke naam is Marjoke. Na een paar jaar besluiten ze om haar als overleden te beschouwen en geven haar een symbolische begrafenis. Op een stuk olivijnbasalt uit Marcies jeugd dat ze ooit meenam tijdens een verblijf in de Ardennen, staan de namen Egon Wagter en Axel van de Graaf.
Hoofdstuk 5. Er wordt opnieuw teruggesprongen naar het zomerkamp in de Ardennen midden jaren zestig. Het blijkt dat Axel en Marjoke elkaar al langer kennen doordat hun beider vaders collega's zijn in het Hilversumse ziekenhuis. Egon en Marjoke dwalen af van de groep en bouwen samen een dam in de Ourthe. Het is duidelijk dat ze verliefd op elkaar zijn. 's Middags brengen ze een bezoek aan de 350 miljoen jaar oude grotten van Hurennes, waar Marjoke als aandenken een stukje olivijnbasalt koopt.

## Achtergronden
Krabbé was bij het schrijven van dit verhaal sterk geïnspireerd door de terechtstelling in Singapore van de Nederlander Johannes van Damme. Hij koos er echter voor om zijn verhaal in een fictieve Aziatische plaats te laten afspelen, omdat hij Singapore "te clean" vond.